# Owl City
Owl City ist ein US-amerikanisches Musikprojekt. Es besteht aus Adam Young (* 5. Juli 1986 in Owatonna, Minnesota), und seiner im Hintergrund stehenden Band. Young fing im Keller seiner Eltern an, Musik zu machen, was seinen Worten zufolge ein Ergebnis seiner Schlaflosigkeit war.
Youngs Einflüsse sind die Diskomusik, europäische Elektromusik und der Synthpop der 1980er. Nach zwei Independent-Alben ohne Label und wachsender Bekanntheit durch Owl Citys MySpace-Profil erreichte die Band mit ihrem Major-Label-Debüt Ocean Eyes in Amerika den Mainstream und nationale Popularität. Auf dem Album befindet sich der Nummer-eins-Hit Fireflies, der erfolgreicher war als alle Electronic/Alternative-Tracks zuvor. Das Album Ocean Eyes führte die US-Electronic-Charts an und kam unter die Top 10 der offiziellen Billboard 200.
Zusammen mit Austin Tofte gründete Adam Young 2008 außerdem die Band Swimming with Dolphins. Mit der steigenden Popularität von Owl City wandte sich Young jedoch verstärkt seinen eigenen Projekten zu. Tofte war 2008 Mitglied der Live Band von Owl City. Swimming with Dolphins veröffentlichen 2008 die EP Ambient Blue und 2011 das Album Water Colours.

## Bandname
In einem Interview erklärt Adam Young, der Bandname stamme daher, dass in der zweiten Klasse ein Mitschüler, dessen Familie Eulen züchtete, eine Eule (engl.: owl) mit in den Sachkundeunterricht brachte. Als dieser diese jedoch aus dem Käfig holte, flippte der Vogel völlig aus und flog wild umher, während die Kinder schreiend und lachend durch den Klassenraum rannten. Dieses Bild habe sich bei ihm eingeprägt und war seit jeher Inspiration für den Bandnamen.

## Geschichte

### Die Anfänge (2007–2008)
Owl City wurde vom aus Owatonna, Minnesota stammenden Adam Young gegründet. Owl City vergrößerte seine Popularität durch sein MySpace-Profil, das durch Lieder wie Hello Seattle mehr als 8,6 Millionen Plays erhielt.
2007 veröffentlichte Owl City die EP Of June und 2008 das Album Maybe I’m Dreaming. Of June erreichte Platz 20 und Maybe I’m Dreaming Platz 16 der Billboard-Electronic-Album-Charts.
Die ersten zwei Alben veröffentlichte Young ohne die Hilfe einer Plattenfirma. Jedoch wurde Anfang 2009 durch die Musikindustrie-Website Crazed Hits bekannt, dass Owl City bei dem Major Label Universal Republic unterschrieben hatte.

### Ocean Eyes (2009)
Das zweite Album von Owl City wurde am 14. Juli 2009 zunächst digital auf iTunes und am 28. Juli 2009 auf CD veröffentlicht. Das Album Ocean Eyes stieg auf Platz 27 in den Billboard 200 ein und erreichte in der ersten Woche der iTunes-Veröffentlichung Platz zwei in der Kategorie „Top Alben“.
Nach zwei Wochen hatte das Album über 2600 Bewertungen mit einem Durchschnitt von 5/5 Sternen erreicht.
Owl City veröffentlichte zudem im Vorfeld des Releases von Ocean Eyes vier Singles, Hello Seattle, Hot Air Balloon, Strawberry Avalanche und Fireflies.
Young hat Ocean Eyes bis auf einige Ausnahmen komplett in Eigenregie kreiert. Er hat fast alle Instrumente eingespielt und arrangiert, war Produzent und Techniker des Albums.
Young wird von Breanne Duren in einigen Liedern begleitet; am besten zu hören in The Saltwater Room. Owl Citys Live-Band besteht aus: Breanne Duren (Background Vocals/Keyboard), Matthew Decker (Schlagzeug), Laura Musten (Violine) und Hanna Schroeder (Cello).
Auch der Sänger von Relient K, Matt Thiessen, arbeitete mit Owl City bei mehreren Liedern zusammen. Young produzierte im Gegenzug das Relient-K-Lied Terminals. Thiessen verkündete zudem, dass es sehr wahrscheinlich sei, dass er und Young in der Zukunft ein Nebenprojekt mit dem Namen 'Goodbye Dubai' produzieren werden.
Das Lied Fireflies wurde als kostenloser Download auf dem iPod/iPhone-Spiel Tap Tap Revenge 3 veröffentlicht. Im Vorfeld der iTunes-Veröffentlichung von Ocean Eyes am 14. Juli und der Fireflies-Single wurde Steve Hoover als Regisseur für das Fireflies-Musikvideo engagiert. Das Video wurde exklusiv auf MySpace veröffentlicht, fand aber illegalerweise Stunden zuvor seinen Weg auf die Videoportale 'Dailymotion' und 'YouTube'. Fireflies wurde zu einem Überraschungserfolg und stieg bis zum 1. November 2009 sogar bis auf Platz eins der US-Charts.
Owl City steuerte ein Lied mit dem Namen Sunburn zum Soundtrack der Fernsehserie 90210 bei, der am 13. Oktober 2009 veröffentlicht wurde. Zudem ist der Song The Technicolor Phase im Soundtrack von Almost Alice enthalten.
Owl City ging im November 2009 zusammen mit Cobra Starship auf Tour durch China und Japan. Owl City tourte bereits mit The Scene Aesthetic und Brooke Waggoner.
Anfang 2010 wurde Fireflies auch in Europa veröffentlicht. In Großbritannien sollte es ursprünglich Mitte Februar in den Handel gehen; nachdem aber Coverversionen des Songs bereits zum Jahreswechsel in den Downloadcharts hohe Verkäufe erzielten, wurde der Verkaufsstart kurzfristig vorgezogen und innerhalb von zwei Wochen nahm das Lied auch in den UK-Charts Platz 1 ein.
Am 21. September 2010 veröffentlichte Owl City den Song To the Sky. Am 25. Oktober 2010 ist auf dem Blog von Owl City ein Cover des Liedes In Christ Alone erschienen. Am 22. November ist eine Weihnachtssingle mit dem Namen Peppermint Winter erschienen.

### All Things Bright and Beautiful (2011)
Der erste offizielle Song des dritten Albums, Alligator Sky, ist am 12. April 2011 erschienen und das dazugehörige Musikvideo feierte am 6. Mai 2011 Premiere.
Sein Album All Things Bright and Beautiful erschien am 14. Juni 2011 (10. Juni 2011 in Deutschland).
Am 23. Mai 2011 wurde die dritte Single Deer in the Headlights aus dem Album All Things Bright and Beautiful als Download veröffentlicht. Am 22. Juni 2011 ging die Website online. Das Video zu Deer in the Headlights hatte am 30. Juni 2011 Premiere.
Im Juni und Juli 2011 fanden Konzerte in Nordamerika statt. Im September und Oktober hat Owl City durch Europa getourt. Es hat Konzerte in den Niederlanden, Belgien, Spanien, Portugal, Italien, der Schweiz, Dänemark und Schweden gegeben. Die deutschen Stationen der "All Things Bright and Beautiful World Tour" waren München, Berlin, Köln und Hamburg.
Am 30. August 2011 erschien ein Song von He Is We mit dem Titel All About Us, wo Owl City als Gastsänger mitwirkte. Owl City wirkte ebenfalls beim Song The First Noel von TobyMac als Gastsänger mit, der am 4. Oktober 2011 erschienen ist. Am 28. November 2011 erschien das Musikvideo zu Youtopia von Armin Van Buuren feat. Adam Young.

### The Midsummer Station (2012)
Am 2. Januar 2012 erklärte Young über seinen Blog, dass im Sommer/Herbst 2012 sein viertes Studioalbum erscheint. Des Weiteren sagte er, dass er mit mehreren anderen Künstlern zusammenarbeiten möchte.
Am 3. Februar 2012 erschien die erste DVD von Owl City in Deutschland. Diese DVD zeigt das Konzert im Jahr 2011 aus Los Angeles.
In einem Interview mit Billboard.com vom 28. Februar 2012 sagte Adam Young, er sei mit dem neuen Album zu 80–85 Prozent fertig. Er sei sich aber nicht sicher, in welcher Hinsicht das Lied I Hope You Think of Me mit auf der Platte sein würde. Für das Album hat er mit Dr. Luke, Stargate, JR Rotem, Brian Kennedy und Emily Wright zusammengearbeitet.
Für eine Charity-Aktion veröffentlichte Adam Young am 5. März 2012 einen Song mit den Namen Here’s Hope. Ebenfalls eingesungen wurde der Titel von Jewel und Jay Sean.
Mit Mark Hoppus von Blink-182 veröffentlichte Adam Young den Song Dementia am 17. April 2012.
Am 4. Mai 2012 schrieb Young über Twitter, dass am 15. Mai 2012 eine EP erscheinen wird, die vier Songs des vierten Studioalbums enthält. Die Tracklist der EP hat er dazu ebenfalls preisgegeben. Unter den vier Songs ist auch die Single Dementia enthalten.
Am 25. Mai 2012 verkündete Adam Young über seinen Twitter-Account, dass das vierte Album The Midsummer Station heißt und weltweit am 14. August 2012 erhältlich ist.
Auf dem Album Sonne von Schiller ist ein Song (Alive), an dem Adam Young die Vocals übernommen hat. Darüber hinaus veröffentlichte Adam Young im März und in Zusammenarbeit mit der malaysischen Sängerin Yuna den Titelsong zu dem Film Die Croods: Shine Your Way.

### Mobile Orchestra (2015)
Im Mai 2015 veröffentlichte Adam Young die Single Verge mit dem US-amerikanischen Sänger und Songwriter Aloe Blacc. Verge war die erste Single-Auskopplung aus dem Album Mobile Orchestra, welches am 10. Juli 2015 herauskam. Die Single blieb weitgehend unbeachtet und auch das Album konnte international nicht an die vorherigen Veröffentlichungen anknüpfen. Lediglich in den USA erreichte das Album mit Platz 11 eine gute Chartplatzierung.

### Cinematic (2018)
Am 30. Oktober 2017 verkündete Owl City auf seinem YouTube-Account, dass sein neues Album Cinematic mit 18 Songs am 1. Juni 2018 erscheinen werde. In der Zeit von der Ankündigung bis zum Erscheinungsdatum des Albums hat er drei EPs (von ihm Reels genannt) mit jeweils drei Songs des kommenden Albums veröffentlicht. Außerdem ist dies sein erstes Werk, welches nicht durch ein Major-Label veröffentlicht wurde. Das Album konnte, wie vorher schon Mobile Orchestra, nicht an die vorherigen Erfolge anknüpfen.

## Einflüsse
Young nennt unter anderem Imogen Heap, Relient K, Boards of Canada, The Album Leaf und Armin van Buuren als beeinflussend für seinen Stil. Dieser wurde auch vom New Wave der 1980er Jahre geprägt, jedoch nennt er keine bestimmte Band aus dieser Zeit als Beispiel.
Owl City wird sehr oft mit der Band The Postal Service und manchmal auch mit Ben Gibbards Hauptband Death Cab for Cutie verglichen. Die Vergleiche begründen sich in der Ähnlichkeit der Stimmen von Gibbard und Young, in ihrem von den 1980ern beeinflussten Elektro-Pop und der Verwendung von weiblichen Gastsängerinnen in einigen ihrer Lieder.
Owl City wird ebenfalls mit der Künstlerin Lights verglichen, die 2008 mit ihren Liedern Drive My Soul und February Air in Kanada bekannt wurde. Beide gingen Anfang 2010 zusammen auf Europatour.

## Diskografie

### Studioalben
| Jahr | Titel                           | Höchstplatzierung, Gesamtwochen, AuszeichnungChartplatzierungen (Jahr, Titel, Platzierungen, Wochen, Auszeichnungen, Anmerkungen) | Höchstplatzierung, Gesamtwochen, AuszeichnungChartplatzierungen (Jahr, Titel, Platzierungen, Wochen, Auszeichnungen, Anmerkungen) | Höchstplatzierung, Gesamtwochen, AuszeichnungChartplatzierungen (Jahr, Titel, Platzierungen, Wochen, Auszeichnungen, Anmerkungen) | Höchstplatzierung, Gesamtwochen, AuszeichnungChartplatzierungen (Jahr, Titel, Platzierungen, Wochen, Auszeichnungen, Anmerkungen) | Höchstplatzierung, Gesamtwochen, AuszeichnungChartplatzierungen (Jahr, Titel, Platzierungen, Wochen, Auszeichnungen, Anmerkungen) | Anmerkungen                                         |
| Jahr | Titel                           | DE | AT | CH | UK | US | Anmerkungen                                         |
| ---- | ------------------------------- | --- | --- | --- | --- | --- | --------------------------------------------------- |
| 2008 | Maybe I’m Dreaming              | — | — | — | — | — | Erstveröffentlichung: 17. März 2008                 |
| 2009 | Ocean Eyes                      | DE7 (9 Wo.)DE | AT14 (8 Wo.)AT | CH29 (15 Wo.)CH | UK7 Gold · (14 Wo.)UK | US8 ×2Doppelplatin · (56 Wo.)US                                                                                                   | Erstveröffentlichung: 14. Juli 2009                 |
| 2010 | An Airplane Carried Me to Bed   | — | — | — | — | US30 (1 Wo.)US | Erstveröffentlichung: 13. Juli 2010 als Sky Sailing |
| 2011 | All Things Bright and Beautiful | DE69 (1 Wo.)DE | AT65 (1 Wo.)AT | CH40 (2 Wo.)CH | UK52 (1 Wo.)UK | US6 (4 Wo.)US | Erstveröffentlichung: 14. Juli 2011                 |
| 2012 | The Midsummer Station           | DE44 (1 Wo.)DE | — | CH61 (1 Wo.)CH | UK34 (1 Wo.)UK | US7 (8 Wo.)US | Erstveröffentlichung: 17. August 2012               |
| 2015 | Mobile Orchestra                | — | — | — | UK98 (1 Wo.)UK | US7 (1 Wo.)US | Erstveröffentlichung: 10. Juli 2015                 |
| 2018 | Cinematic                       | — | — | — | — | US115 (1 Wo.)US | Erstveröffentlichung: 1. Juni 2018                  |
| 2023 | Coco Moon                       | — | — | — | — | — | Erstveröffentlichung: 24. März 2023                 |

### Livealben
- 2012: Owl City: Live From Los Angeles

### Kompilationen
- 2014: The Best of Owl City

### EPs
| Jahr | Titel       | Höchstplatzierung, Gesamtwochen, AuszeichnungChartsChartplatzierungen (Jahr, Titel, Platzierungen, Wochen, Auszeichnungen, Anmerkungen) | Anmerkungen                |
| Jahr | Titel       | US | Anmerkungen                |
| ---- | ----------- | --- | -------------------------- |
| 2014 | Ultraviolet | US30 (2 Wo.)US | Erstveröffentlichung: 2014 |

Weitere EPs
- 2007: Of June
- 2008: Ambient Blue (mit Swimming with Dolphins)
- 2012: Shooting Star
- 2013: The Midsummerstation Acoustic
- 2017: Reel 1
- 2018: Reel 2

### Singles
| Jahr | Titel Album                     | Höchstplatzierung, Gesamtwochen, AuszeichnungChartplatzierungen (Jahr, Titel, Album, Platzierungen, Wochen, Auszeichnungen, Anmerkungen) | Höchstplatzierung, Gesamtwochen, AuszeichnungChartplatzierungen (Jahr, Titel, Album, Platzierungen, Wochen, Auszeichnungen, Anmerkungen) | Höchstplatzierung, Gesamtwochen, AuszeichnungChartplatzierungen (Jahr, Titel, Album, Platzierungen, Wochen, Auszeichnungen, Anmerkungen) | Höchstplatzierung, Gesamtwochen, AuszeichnungChartplatzierungen (Jahr, Titel, Album, Platzierungen, Wochen, Auszeichnungen, Anmerkungen) | Höchstplatzierung, Gesamtwochen, AuszeichnungChartplatzierungen (Jahr, Titel, Album, Platzierungen, Wochen, Auszeichnungen, Anmerkungen) | Anmerkungen                                              |
| Jahr | Titel Album                     | DE | AT | CH | UK | US | Anmerkungen                                              |
| ---- | ------------------------------- | --- | --- | --- | --- | --- | -------------------------------------------------------- |
| 2009 | Fireflies Ocean Eyes            | DE6 Platin · (33 Wo.)DE | AT2 (29 Wo.)AT | CH4 Gold · (32 Wo.)CH | UK1 ×3Dreifachplatin · (28 Wo.)UK | US1 Diamant · (31 Wo.)US | Erstveröffentlichung: 9. November 2009                   |
| 2010 | Vanilla Twilight Ocean Eyes     | — | — | — | — | US72 Platin · (5 Wo.)US | Erstveröffentlichung: 15. Februar 2010                   |
| 2012 | Good Time The Midsummer Station | DE11 Gold · (23 Wo.)DE | AT9 (21 Wo.)AT | CH4 (23 Wo.)CH | UK5 Platin · (18 Wo.)UK | US8 ×2Doppelplatin · (24 Wo.)US | Erstveröffentlichung: 25. Juni 2012 mit Carly Rae Jepsen |

Weitere Singles
- 2008: Hello Seattle (US: Gold)
- 2009: Hot Air Balloon
- 2009: Strawberry Avalanche
- 2010: Umbrella Beach
- 2010: Peppermint Winter
- 2011: Enchanted (Antwort/Cover von ‘Enchanted’ von Taylor Swift)
- 2011: Alligator Sky
- 2011: Galaxies
- 2011: Deer in the Headlights
- 2011: Lonely Lullaby
- 2011: Dreams Don’t Turn to Dust
- 2012: Shooting Star
- 2012: When Can I See You Again? (2012, US: Platin)
- 2013: Gold
- 2013: Shine Your Way (feat. Yuna)
- 2014: Beautiful Times (feat. Lindsey Stirling)
- 2014: You’re Not Alone (feat. Britt Nicole)
- 2014: Tokyo (feat. Sekai no Owari)
- 2014: Kiss Me Babe, It’s Christmas Time
- 2015: Verge (feat. Aloe Blacc)
- 2015: My Everything
- 2015: Unbelievable (feat. Hanson)
- 2016: Humbug
- 2017: Not All Heroes Wear Capes
- 2017: All My Friends
- 2018: Lucid Dream
- 2018: Montana
- 2018: New York City

### Gastbeiträge
- 2010: Middledistancerunner (Chicane feat. Adam Young)
- 2011: Youtopia (Armin van Buuren feat. Adam Young)
- 2011: All About Us (He Is We feat. Owl City, US: Gold)
- 2011: The First Noel (TobyMac feat. Owl City)
- 2012: Eternity (Paul van Dyk feat. Adam Young)
- 2012: Alive (Schiller feat. Adam Young)
- 2012: Dementia (Mark Hoppus feat. Adam Young)
- 2013: In The Air (Orjan Nilsen feat. Adam Young)
- 2014: Tokyo (Sekai no Owari feat. Adam Young)
- 2013: That’s My Jam (Relient K. feat. Owl City)
- 2017: Light Of Christmas (TobyMac feat. Owl City)

### Beiträge für Soundtracks
- Sunburn (aus 90210, erschienen auf Ocean Eyes (Deluxe Version))
- The Technicolor Phase (erschienen auf dem Soundtrack Almost Alice zum Film Alice im Wunderland und dem Album Maybe I’m Dreaming)
- To the Sky (aus Die Legende der Wächter)
- Live It Up (aus Die Schlümpfe 2)
- Waving Through A Window (Aus dem Soundtrack des Musicals "Dear Evan Hansen")[21]

## Auszeichnungen für Musikverkäufe
| Goldene Schallplatte - Australien - 2011: für das Album Ocean Eyes - Belgien - 2010: für die Single Fireflies - 2013: für die Single Good Time - Dänemark - 2018: für das Album Ocean Eyes - Indonesien - 2011: für das Album Ocean Eyes - Italien - 2013: für die Single Fireflies - Kanada - 2010: für das Album Ocean Eyes - Singapur - 2019: für das Album Ocean Eyes - Spanien - 2024: für die Single Fireflies Platin-Schallplatte - Brasilien - 2024: für die Single Good Time - 2024: für die Single Fireflies - Italien - 2019: für die Single Good Time - Japan - 2024: für das Streaming Good Time - Neuseeland - 2019: für das Album Ocean Eyes | 2× Platin-Schallplatte - Dänemark - 2013: für das Streaming Good Time - 2023: für die Single Fireflies - Japan - 2017: für die Single Good Time - Neuseeland - 2012: für die Single Good Time - Schweden - 2010: für die Single Fireflies 4× Platin-Schallplatte - Neuseeland - 2024: für die Single Fireflies 5× Platin-Schallplatte - Australien - 2015: für die Single Good Time 7× Platin-Schallplatte - Australien - 2015: für die Single Fireflies |

Anmerkung: Auszeichnungen in Ländern aus den Charttabellen bzw. Chartboxen sind in ebendiesen zu finden.
| Land/RegionAuszeichnungen für Musikverkäufe (Land/Region, Auszeichnungen, Verkäufe, Quellen) | Gold       | Platin       | Diamant  | Verkäufe   | Quellen                           |
| -------------------------------------------------------------------------------------------- | ---------- | ------------ | -------- | ---------- | --------------------------------- |
| Australien (ARIA)                                                                            | Gold1      | 12× Platin12 | —        | 875.000    | aria.com.au                       |
| Belgien (BRMA)                                                                               | 2× Gold2   | —            | —        | 30.000     | ultratop.be                       |
| Brasilien (PMB)                                                                              | —          | 2× Platin2   | —        | 120.000    | pro-musicabr.org.br               |
| Dänemark (IFPI)                                                                              | Gold1      | 4× Platin4   | —        | 190.000    | ifpi.dk                           |
| Deutschland (BVMI)                                                                           | Gold1      | Platin1      | —        | 450.000    | musikindustrie.de                 |
| Indonesien (ASIRI)                                                                           | Gold1      | —            | —        | 10.000     | Einzelnachweise                   |
| Italien (FIMI)                                                                               | Gold1      | Platin1      | —        | 65.000     | fimi.it                           |
| Japan (RIAJ)                                                                                 | —          | 3× Platin3   | —        | 500.000    | riaj.or.jp                        |
| Kanada (MC)                                                                                  | Gold1      | —            | —        | 40.000     | musiccanada.com                   |
| Neuseeland (RMNZ)                                                                            | —          | 7× Platin7   | —        | 165.000    | aotearoamusiccharts.co.nz NZ2 NZ3 |
| Schweden (IFPI)                                                                              | —          | 2× Platin2   | —        | 80.000     | sverigetopplistan.se              |
| Schweiz (IFPI)                                                                               | Gold1      | —            | —        | 15.000     | hitparade.ch                      |
| Singapur (RIAS)                                                                              | Gold1      | —            | —        | 5.000      | rias.org.sg                       |
| Spanien (Promusicae)                                                                         | Gold1      | —            | —        | 30.000     | elportaldemusica.es               |
| Vereinigte Staaten (RIAA)                                                                    | 2× Gold2   | 6× Platin6   | Diamant1 | 17.249.000 | riaa.com                          |
| Vereinigtes Königreich (BPI)                                                                 | Gold1      | 4× Platin4   | —        | 2.500.000  | bpi.co.uk                         |
| Insgesamt                                                                                    | 14× Gold14 | 42× Platin42 | Diamant1 |            |                                   |